# Гарантийный фонд
Гарантийный фонд — организация, которая предоставляет поручительства заёмщикам перед кредиторами. Обычно она работает с юридическими лицами. Гарантийные фонды нужны для покрытия рисков неисполнения обещанных обязательств перед заёмщиками. Гарантийный фонд выполняет функцию содействия кредитованию.

## Описание
Гарантийные фонды в России существуют более чем в 20 регионах. Обычно они создаются на базе ранее созданных и работающих фондов поддержки и развития субъектов малого бизнеса в регионах. Капиталы гарантийных фондов формируются за счёт средств региональных бюджетов и за счёт средств федерального бюджета. При создании гарантийных фондов в регионах, определяются приоритетные экономические направления малого и среднего бизнеса.
В случае наступления страхового случая, гарантийный фонд выплачивает банку сумму кредита и начисленные проценты. В этой ситуации гарантийный фонд становится кредитором по отношению к заёмщику.
В Ростовской области со второй половины 2009 года и по 2012 год, около 300 малых и средних предприятий смогли взять кредит для развития своего предпринимательства благодаря поручительству «Гарантийного фонда Ростовской области». Некоммерческую организацию «Гарантийный фонд Ростовской области» учредили 28 сентября 2009 года. Она была учреждена Ростовской областью, в лице министерства торговли, экономики, международных и внешнеэкономических связей. Фонд был создан с целью обеспечить доступ субъектов малого и среднего бизнеса к кредитным ресурсам, развитие системы поручительства по обязательствам субъектов малого и среднего бизнеса. Общий лимит поручительств на 2012 год составлял 1,5 миллиарда рублей.
Некоторые банки выдают кредиты под гарантию американского Агентства международного развития.
В рамках проекта ТАСИС действовала программа по кредитованию предпринимательства на Украине. Она была необходима для того, чтобы минимизировать банковские риски. Эта программа построена на гарантийном фонде — то есть кредитные риски распределяются между банком, предпринимателем и гарантом.
Во всём мире существует 2258 гарантийных фондов и обществ, которые поддержали около 7 миллионов предпринимателей.
Гарантийный фонд предоставляет банку гарантию под часть займа. Оставшуюся часть сам предприниматель покрывает своим залоговым имуществом. Если предприниматель не может погасить задолженность перед банком, тогда реализуется залоговое имущество предпринимателя. Если этого недостаточно, чтобы погасить остаток займа, гарантийный фонд возмещает банку гарантированную часть кредита.
В 2013 году в России появился Федеральный гарантийный фонд. Среди его задач — поддержка малого бизнеса. Анонсировалось, что в 2014 года на него из бюджета выделят 70 миллиардов рублей.